# Bulelani Mabhayi
 (mai 2025).
Si vous disposez d'ouvrages ou d'articles de référence ou si vous connaissez des sites web de qualité traitant du thème abordé ici, merci de compléter l'article en donnant les références utiles à sa vérifiabilité et en les liant à la section « Notes et références ».
Bulelani Mabhayi, né en 1974, connu sous le nom du Monster de Tholeni, est un violeur et tueur en série d'Afrique du Sud qui a été condamné pour le meurtre de 20 personnes.

## Meurtre et condamnations
Bulelani Mabhayi est le plâtrier du village de Tholeni dans le Cap-Oriental. Il n'a ni famille ni ami.
De mai 2007 jusqu'en août 2012, Mabhayi a tué 10 femmes et 9 enfants dans ce village. Une femme d'une autre ville a aussi été assassinée. Il entrait par effraction dans les maisons où il n'y avait pas d'hommes pendant la nuit. Il aurait ensuite violé certaines de ses victimes et les tuait avec une hache.
Sa plus jeune victime avait 14 mois et la plus âgée avait 79 ans.
Le 17 mai 2010, Mabhayi et d'autres locaux de plus de 16 ans ont été interrogés et leurs empreintes digitales ont été prises. Les empreintes de Mabhayi n'ont pas pu être prises car il n'avait pas de papier d'identité sur lui. Il a été arrêté alors qu'il avait perdu une chaussure sur une des scènes de crime. Le prélèvement salivaire fait en 2010 a été crucial pour son identification. 
Mabhayi a été reconnu coupable de 20 accusations de meurtres, 6 de viols et 10 de cambriolage. Il a été condamné le 3 septembre 2013 de 25 ans à la prison à perpétuité.